# Baliton (ort i Azerbajdzjan)
Baliton är en ort i Azerbajdzjan.   Den ligger i distriktet Lerik Rayonu, i den sydöstra delen av landet, 210 kilometer sydväst om huvudstaden Baku. Baliton ligger 300 meter över havet och antalet invånare är 1 096.
Terrängen runt Baliton är kuperad. Runt Baliton är det ganska tätbefolkat, med 60 invånare per kvadratkilometer.. Närmaste större samhälle är Lankaran, 18,9 kilometer öster om Baliton. 
I omgivningarna runt Baliton växer i huvudsak blandskog.